# Cochrane (Chili)
Pour les articles homonymes, voir Cochrane.
Cochrane est une commune située au sud du pays. La ville est le chef-lieu de la province de Capitán Prat, dans la région d'Aisén.

## Géographie
Cochrane se trouve à 1 545 kilomètres à vol d'oiseau au sud de la capitale Santiago et à 191 kilomètres de Coyhaique capitale de la région d'Aisén.

## Démographie
En 2012, la population de la commune de Cochrane s'élevait à 2 976 habitants. La superficie de la commune est de 8 600 km2 (densité de 0,35 hab./km2)

## Histoire
La ville est fondée en 1954 sous l'appellation de Pueblo Nuevo. Elle n'est reliée au réseau routier chilien qu'en 1988 à la suite de la réalisation de la route Carretera Austral. La ville a été renommée Cochrane par la suite en l'honneur de Thomas Cochrane, capitaine anglais et premier amiral du Chili en 1818, qui joua un rôle important dans la guerre d'indépendance du Chili.

Position de Cochrane (en rouge) au sein de la région d'Aisén.